# Ken Manage
Ken Manage ist das zweite Demotape des deutschen Synthiepop-Duos Wolfsheim.

## Entstehung und Artwork
Alle Stücke der Demo wurden in Eigenregie von den beiden Wolfsheim-Mitgliedern Peter Heppner und Markus Reinhardt geschrieben und produziert. Das Album wurde unter keinem Musiklabel veröffentlicht, es handelt sich um eine Eigenproduktion. Die Aufnahmen dieser Demo-Kassette fanden in den Jahren 1987 und 1988 statt. Auf dem schwarz-weißen Cover der Demo ist – neben Künstlernamen und Albumtitel – eine Comicdarstellung zweier aufeinander stehender Menschen zu sehen.

## Veröffentlichung und Promotion
Die Erstveröffentlichung von Ken Manage erfolgte 1988 in Deutschland. Die Demo ist ausschließlich als Musikkassette erhältlich. Das Album besteht insgesamt aus sechs Studio- und zwei Liveaufnahmen. Eine Singleauskopplung erfolgte nicht.

## Inhalt
Alle Liedtexte sind in englischer Sprache verfasst. Die Musik wurde von Markus Reinhardt und die Texte von Peter Heppner verfasst. Musikalisch bewegen sich die Lieder im Bereich des Dark Waves und des Synthiepops. Die Demo besteht aus jeweils drei Studio- und einer Liveaufnahme auf jeder Seite der Musikkassette. Das Lied Lovemission ist sowohl in der Studio- als auch in einer Liveversion enthalten. Das Stück Paradoxical Triumph ist hier als Liveaufnahme enthalten, eine Studioversion wurde nie veröffentlicht. Das Lied Can Manage wurde vier Jahre später für das Debütalbum No Happy View unter dem Titel …Can Manage… – in Zusammenarbeit mit der Fetisch-Park-Sängerin Marlon Shy – neu eingespielt.
| # | Titel                      | Autor(en)                       | Produzent(en)                   |
| - | -------------------------- | ------------------------------- | ------------------------------- |
|   | A-Seite                    |                                 |                                 |
| 1 | Can Manage                 | Peter Heppner, Markus Reinhardt | Peter Heppner, Markus Reinhardt |
| 2 | Angles in Jar              | Peter Heppner, Markus Reinhardt | Peter Heppner, Markus Reinhardt |
| 3 | Tarcoola Railway           | Peter Heppner, Markus Reinhardt | Peter Heppner, Markus Reinhardt |
| 4 | Lovemission (live)         | Peter Heppner, Markus Reinhardt | Peter Heppner, Markus Reinhardt |
|   | B-Seite                    |                                 |                                 |
| 1 | Dressed in Red             | Peter Heppner, Markus Reinhardt | Peter Heppner, Markus Reinhardt |
| 2 | Lovemission                | Peter Heppner, Markus Reinhardt | Peter Heppner, Markus Reinhardt |
| 3 | Slaughterhouse             | Peter Heppner, Markus Reinhardt | Peter Heppner, Markus Reinhardt |
| 4 | Paradoxical Triumph (live) | Peter Heppner, Markus Reinhardt | Peter Heppner, Markus Reinhardt |

## Mitwirkende
- Peter Heppner: Gesang, Liedtexter, Musikproduzent
- Markus Reinhardt: Keyboard, Komponist, Musikproduzent